# Любовь к людям
«Любовь к людям» (яп. 愛の先駆者, ай-но сэнкуся; другое название — «Пионер любви»; англ. Pioneer of Love) — японский чёрно-белый фильм-драма, поставленный режиссёром Нобору Накамурой в 1946 году. В основу сценария, созданного по произведению Каору Моримото положена судьба честного учёного, ведущего борьбу со вставшими на его пути препятствиями и предрассудками общества.

## Сюжет
Сайдзабуро Китадзато после семи лет учёбы у Роберта Коха в 1890 году возвращается на родину. Но никто не даёт ему лаборатории для проведения исследований. Китадзато приспосабливает сарай под скромную лабораторию и проводит в ней целые дни, поглощённый исследованиями. Ему удаётся получить противодифтерийную сыворотку. Но случается так, что из-за оплошности его помощника Умэмото погибает больной. Всю вину Китадзато берёт на себя. Его враги — главный врач больницы Нагатани и руководители университета — пользуются этим случаем для яростных нападок на Китадзато. Спустя некоторое время Китадзато знакомится с Юкити Фукудзавой и при его помощи создаёт исследовательский институт в парке Сиба. Через несколько месяцев вспыхивает эпидемия дифтерии, с каждым днём всё больше детей становятся жертвами этой болезни. Нагатани заявляет Китадзато, что эпидемия вспыхнула из-за него. Но это обвинение не поколебало Китадзато. Он вводит заболевшему сыну противодифтерийную сыворотку и добивается прекрасных результатов.

## В ролях
- Эйтаро Одзава — Сайдзабуро Китадзато, учёный-медик
- Санаэ Сибата — его жена
- Син Токудаидзи — Умэмото, помощник Китадзато
- Мицуко Миура — Садако
- Эйдзиро Тоно — Нитани, главный врач больницы
- Киндзи Фудзиханава — Сакурада
- Тисю Рю — Юкити Фукудзава
- Суми Нисикава — Хиса Кавамори

## Премьеры
— национальная премьера фильма состоялась 20 июня 1946 года.